# Orašac - kanjon
Orašac - kanjon este o arie protejată (sit de importanță comunitară — SCI) din Croația întinsă pe o suprafață de 0,97 ha, integral pe uscat.

## Localizare
Centrul sitului Orašac - kanjon este situat la coordonatele 42°42′08″N 18°00′50″E / 42.702151°N 18.013896°E.

## Înființare
Situl Orašac - kanjon a fost declarat sit de importanță comunitară în iulie 2013 pentru a proteja un număr necunoscut de specii din flora spontană și fauna sălbatică aflate în arealul zonei.

## Biodiversitate
Situată în ecoregiunea mediteraneană, aria protejată conține 1 habitat natural: Galerii și tufărișuri riverane sudice (Nerio-Tamaricetea și Securinegion tinctoriae).
La baza desemnării sitului se află un număr nedeclarat de specii protejate.